# Sées
Sées – miejscowość i gmina we Francji, w regionie Normandia, w departamencie Orne.
Według danych na rok 1990 gminę zamieszkiwało 4547 osób, a gęstość zaludnienia wynosiła 113 osób/km² (wśród 1815 gmin Dolnej Normandii Sées plasuje się na 37. miejscu pod względem liczby ludności, natomiast pod względem powierzchni na miejscu 12.).